# Madhubani
Madhubani (nep. मधुबनी) – gaun wikas samiti w środkowej części Nepalu  w strefie Dźanakpur w dystrykcie Sarlahi. Według nepalskiego spisu powszechnego z 2001 roku liczył on 549 gospodarstw domowych i 3394 mieszkańców (1597 kobiet i 1797 mężczyzn).